# 名公書判清明集
《名公書判清明集》是南宋判牘的集論，是研究南宋法律制度的重要史料，作者未詳，僅知南宋後期福建建寧府人士。
《名公書判清明集》收集了南宋包含朱熹、真德秀、吳潛、徐清叟、王伯大、蔡杭、赵汝腾在內的二十八位地方官處理訴訟的一些判词，體裁為散文形式，案例分佈範圍非常廣泛，例如《名公书判清明集》卷八，可见於刘克庄《后村先生大全集》卷一九三《鄱阳县东尉检校周丙家财产事》，又如卷一一《人品門》“公吏”則大量收錄江東提刑蔡杭的判詞，並大量引用宋朝法律《宋刑統》。
《名公書判清明集》亦存在許多封建思想，例如知識份子娶妓女为妻被認定名教罪人，妇女改嫁是為失节等，另外還有詹師尹《取肝救父》、江應《割股救母》愚孝思想。明朝嘉靖年間張四維從《永樂大典》輯出《名公書判清明集》。

## 逸事
李敖在大學論文《宋朝的離婚》中提到他曾和胡適討論過《名公书判清明集》的时代，胡適認為應在宋朝之後，但李敖不同意這樣的說法。